# Aristides de Samos
Aristides (grec antic: Αριστείδης, llatí: Aristides) va ser un astrònom de l'antiga Grècia natural de l'illa de Samos.
És esmentat per Varró en la seva obra titulada Hebdomades, on l'utilitza com a autoritat per recolzar la seva opinió segons la qual la Lluna completa el seu circuit en 28 dies exactament. Aquest text de Varró, perdut, és citat per Aulus Gel·li.